# Piège fatal
Pour plus de détails, voir Fiche technique et Distribution.
Piège fatal ou Les jeux sont faits au Québec (Reindeer Games) est un film américain réalisé par John Frankenheimer et sorti en 2000.

## Synopsis
En prison, Nick Cassidy s'est trouvé une jolie correspondante par petite annonce, Ashley, qu'il doit retrouver à sa sortie de prison. Quelques jours avant sa sortie Nick est poignardé à mort par un autre détenu. Son compagnon de cellule, Rudy, un voleur de voitures, à qui Nick faisait lire les lettres échangées avec Ashley se fait passer pour lui à sa sortie. Ashley et Rudy filent le parfait amour pendant quelques jours quand surgit Gabriel, le frère d'Ashley et sa bande. Ce dernier insiste auprès de Rudy pour avoir le plan d'attaque d'un casino dans lequel il a travaillé avant d'être emprisonné. Rudy comprend alors le piège qui a été tendu par Ashley et jure ses grands dieux qu'il n'est pas Nick. Gabriel se pose des questions et se dit que puisqu'il n'est pas Nick, il ne sert à rien et doit être supprimé. 
Paniqué, Rudy change de tactique et alors que Gabriel lui présente un plan, il déclare qu'il ne reconnaît plus rien et que sans doute l'agencement du casino a été modifié. Il se propose donc d'aller faire une reconnaissance sur place, ce qu'il fait tout en étant étroitement surveillé par les hommes de mains de Gabriel. Il tente de s'échapper en troquant son costume contre celui d'un client, mais échoue. Il tente alors ensuite de collaborer comme il peut en mélangeant des détails inventés et d'autres issus de ce que lui confiait Nick en prison. Parallèlement Rudy surprend Ashley et Gabriel qui ont une relation incestueuse. Il se sent manipulé, mais ne sait comment s'en sortir. Le jour J, un commando déguisé en pères Noël et armé pénètre dans le casino, Rudy lui n'a qu'un pistolet à eau qu'il a réussi à remplir de whisky. 
Le braquage semble réussi quand Rudy, qui veut gagner du temps, indique à Gabriel qu'ils n'ont pas ouvert le coffre Pow-wow, les malfaiteurs font ouvrir celui-ci par le gérant du casino qui en sort une arme automatique avec laquelle sont tués deux complices de Gabriel. Un autre tente de tuer Rudy, mais ce dernier projette du whisky sur sa cigarette allumée et il prend feu. Restent trois survivants, Ashley, Gabriel qui se promettent d'éliminer le troisième, Rudy. Celui-ci parvient à se libérer de ses liens, tandis qu'Ashley tue Gabriel. Un personnage surgit de derrière le camion en sifflotant, c'est Nick Cassidy, qui se révélera comme le cerveau de l'opération et qui a mis en scène sa mort en prison. Il explique qu'il a toujours été l'amant d'Ashley bien avant la prison et que l'histoire de la correspondante par petite annonce était entièrement inventée. Ils installent Rudy à la place du conducteur face à un précipice, mais grâce à une lame cachée, il peut se libérer de ses liens et faire démarrer le véhicule, il écrase successivement Nick, puis Ashley et précipite les véhicules dans le vide où ils explosent. 
À la fin Rudy prend les liasses de dollars provenant du casse et les distribue dans les boîtes aux lettres avant d'aller réveillonner avec sa famille, comme il en avait le souhait depuis le début de l'histoire.

## Fiche technique
- Titre original : Reindeer Games
- Titre français : Piège fatal
- Titre québécois : Les jeux sont faits
- Titre alternatif : Deception
- Réalisation : John Frankenheimer
- Scénario : Ehren Kruger
- Décors : Barbara Dunphy
- Photographie : Alan Caso
- Montage : Antony Gibbs (en), Michael Kahn
- Musique : Alan Silvestri
- Production : Marty Katz (en) et Chris Moore (en)
  - Producteur délégué : Cary Granat (en)
- Sociétés de production : Dimension Films et Marty Katz Productions
- Société de distribution : Miramax Films
- Genre : thriller, film de casse
- Pays d'origine :  États-Unis
- Durée : 104 minutes
- Dates de sortie[1] :
  -  États-Unis : 25 février 2000
  -  Belgique : 31 mai 2000
  -  France : 7 juin 2000
- Public : interdit aux moins de 12 ans lors de sa sortie en salles[Où ?]

## Distribution
- Ben Affleck (VF : Boris Rehlinger ; VQ : Sylvain Hétu) : Rudy Duncan
- Charlize Theron (VF : Anneliese Fromont ; VQ : Christine Bellier) : Ashley Mercer
- Gary Sinise (VF : Loïc Houdré ; VQ : Jean-Luc Montminy) : Gabriel Mercer
- Donal Logue (VQ : Louis-Philippe Dandenault) : Pug
- Danny Trejo (VF : François Siener) : Jumpy
- Clarence Williams III (VF : Dominik Bernard ; VQ : Manuel Tadros) : Merlin
- Dennis Farina (VF : Gabriel Le Doze ; VQ : Claude Préfontaine) : Jack Bangs
- James Frain (VF : Thomas Roditi ; VQ : Gilbert Lachance) : Nick Cassidy
- Dana Stubblefield : Alamo
- Isaac Hayes : Zook
- Ashton Kutcher (caméo) : l'étudiant au casino
- Franklin Dennis Jones (VF : François Dunoyer) : le chef de la sécurité
- Ron Jeremy (crédité comme Ron Hyatt) : un prisonnier
- Lonny Chapman : le vieil homme

 Source et légende : version québécoise (VQ) sur Doublage.qc.ca

## Production
Vin Diesel est initialement choisi pour incarner Pug. Après des différends avec John Frankenheimer, il quitte le projet et est remplacé par Donal Logue.
Le tournage a lieu en Colombie-Britannique, notamment à Vancouver et Prince George.

## Accueil
Le film reçoit des critiques globalement négatives. Sur l'agrégateur américain Rotten Tomatoes, il récolte 25% d'opinions favorables pour 88 critiques et une note moyenne de 4,31⁄10. Sur Metacritic, il obtient une note moyenne de 37⁄100 pour 33 critiques.
En France, le film obtient une note moyenne de 2,8⁄5 sur le site AlloCiné, qui recense 13 titres de presse.